# 4948 Hideonishimura
4948 Hideonishimura è un asteroide della fascia principale. Scoperto nel 1988, presenta un'orbita caratterizzata da un semiasse maggiore pari a 2,1685917 UA e da un'eccentricità di 0,1933704, inclinata di 3,09528° rispetto all'eclittica.
L'asteroide è dedicato all'astronomo giapponese Hideo Nishimura.